# Seznam medailistů na mistrovství světa v krasobruslení mužů
Toto je seznam medailistů na mistrovství světa v krasobruslení mužů, řazený chronologicky. Mistrovství světa v krasobruslení jsou pořádána od roku 1896. Konají se každoročně, se dvěma delšími přestávkami v době světových válek a s jedním přerušením v roce 1961, kdy bylo mistrovství zrušeno v reakci na leteckou nehodu.

## Medailisté
| Rok       | Místo                                  | Zlato                                  | Stříbro                                | Bronz                                  |                                        |
| --------- | -------------------------------------- | -------------------------------------- | -------------------------------------- | -------------------------------------- | -------------------------------------- |
| MS 1896   | Petrohrad                              | Gilbert Fuchs                          | Gustav Hügel                           | Georg Sanders                          |                                        |
| MS 1897   | Stockholm                              | Gustav Hügel                           | Ulrich Salchow                         | Johan Lefstad                          |                                        |
| MS 1898   | Londýn                                 | Henning Grenander                      | Gustav Hügel                           | Gilbert Fuchs                          |                                        |
| MS 1899   | Davos                                  | Gustav Hügel                           | Ulrich Salchow                         | Edgar Syers                            |                                        |
| MS 1900   | Davos                                  | Gustav Hügel                           | Ulrich Salchow                         | nebyla udělena                         |                                        |
| MS 1901   | Stockholm                              | Ulrich Salchow                         | Gilbert Fuchs                          | nebyla udělena                         |                                        |
| MS 1902   | Londýn                                 | Ulrich Salchow                         | Madge Syersová (žena)                  | Martin Gordan                          |                                        |
| MS 1903   | St. Petersburg                         | Ulrich Salchow                         | Nicolai Panin Kolomenkin               | Max Bohatsch                           |                                        |
| MS 1904   | Berlín                                 | Ulrich Salchow                         | Heinrich Burger                        | Martin Gordan                          |                                        |
| MS 1905   | Stockholm                              | Ulrich Salchow                         | Max Bohatsch                           | Per Thorén                             |                                        |
| MS 1906   | Mnichov                                | Gilbert Fuchs                          | Heinrich Burger                        | Bror Meyer                             |                                        |
| MS 1907   | Vídeň                                  | Ulrich Salchow                         | Max Bohatsch                           | Gilbert Fuchs                          |                                        |
| MS 1908   | Troppau                                | Ulrich Salchow                         | Gilbert Fuchs                          | Heinrich Burger                        |                                        |
| MS 1909   | Stockholm                              | Ulrich Salchow                         | Per Thorén                             | Ernest Herz                            |                                        |
| MS 1910   | Davos                                  | Ulrich Salchow                         | Werner Rittberger                      | Andor Szende                           |                                        |
| MS 1911   | Opava                                  | Ulrich Salchow                         | Werner Rittberger                      | Fritz Kachler                          |                                        |
| MS 1912   | Manchester                             | Fritz Kachler                          | Werner Rittberger                      | Andor Szende                           |                                        |
| MS 1913   | Vídeň                                  | Fritz Kachler                          | Willy Böckl                            | Andor Szende                           |                                        |
| MS 1914   | Helsinky                               | Gösta Sandahl                          | Fritz Kachler                          | Willy Böckl                            |                                        |
| 1915–1921 | Neuskutečnilo se – První světová válka | Neuskutečnilo se – První světová válka | Neuskutečnilo se – První světová válka | Neuskutečnilo se – První světová válka |                                        |
| MS 1922   | Stockholm                              | Gillis Grafström                       | Fritz Kachler                          | Willy Böckl                            |                                        |
| MS 1923   | Stockholm                              | Fritz Kachler                          | Willy Böckl                            | Gösta Sandahl                          |                                        |
| MS 1924   | Stockholm                              | Gillis Grafström                       | Willy Böckl                            | Ernst Oppacher                         |                                        |
| MS 1925   | Vídeň                                  | Willy Böckl                            | Fritz Kachler                          | Otto Preißecker                        |                                        |
| MS 1926   | Berlín                                 | Willy Böckl                            | Otto Preißecker                        | John Page                              |                                        |
| MS 1927   | Davos                                  | Willy Böckl                            | Otto Preißecker                        | Karl Schäfer                           |                                        |
| MS 1928   | Berlín                                 | Willy Böckl                            | Karl Schäfer                           | Hugo Distler                           |                                        |
| MS 1929   | Londýn                                 | Gillis Grafström                       | Karl Schäfer                           | Ludwig Wrede                           |                                        |
| MS 1930   | New York                               | Karl Schäfer                           | Roger Turner                           | Georges Gautschi                       |                                        |
| MS 1931   | Berlín                                 | Karl Schäfer                           | Roger Turner                           | Ernst Baier                            |                                        |
| MS 1932   | Montréal                               | Karl Schäfer                           | Montgomery Wilson                      | Ernst Baier                            |                                        |
| MS 1933   | Curych                                 | Karl Schäfer                           | Ernst Baier                            | Marcus Nikkanen                        |                                        |
| MS 1934   | Stockholm                              | Karl Schäfer                           | Ernst Baier                            | Erich Erdös                            |                                        |
| MS 1935   | Budapešť                               | Karl Schäfer                           | Jack Dunn                              | Dénes Pataky                           |                                        |
| MS 1936   | Paříž                                  | Karl Schäfer                           | Graham Sharp                           | Felix Kaspar                           |                                        |
| MS 1937   | Vídeň                                  | Felix Kaspar                           | Graham Sharp                           | Elemér Terták                          |                                        |
| MS 1938   | Berlín                                 | Felix Kaspar                           | Graham Sharp                           | Herbert Alward                         |                                        |
| MS 1939   | Budapešť                               | Graham Sharp                           | Freddie Tomlins                        | Horst Faber                            |                                        |
| 1940–1946 | Neuskutečnilo se – Druhá světová válka | Neuskutečnilo se – Druhá světová válka | Neuskutečnilo se – Druhá světová válka | Neuskutečnilo se – Druhá světová válka |                                        |
| MS 1947   | Stockholm                              | Hans Gerschwiler                       | Dick Button                            | Arthur Apfel                           |                                        |
| MS 1948   | Davos                                  | Dick Button                            | Hans Gerschwiler                       | Ede Király                             |                                        |
| MS 1949   | Paříž                                  | Dick Button                            | Ede Király                             | Edi Rada                               |                                        |
| MS 1950   | Londýn                                 | Dick Button                            | Ede Király                             | Hayes Alan Jenkins                     |                                        |
| MS 1951   | Milan                                  | Dick Button                            | James Grogan                           | Helmut Seibt                           |                                        |
| MS 1952   | Paříž                                  | Dick Button                            | James Grogan                           | Hayes Alan Jenkins                     |                                        |
| MS 1953   | Davos                                  | Hayes Alan Jenkins                     | James Grogan                           | Carlo Fassi                            |                                        |
| MS 1954   | Oslo                                   | Hayes Alan Jenkins                     | James Grogan                           | Alain Giletti                          |                                        |
| MS 1955   | Vídeň                                  | Hayes Alan Jenkins                     | Ronnie Robertson                       | David Jenkins                          |                                        |
| MS 1956   | GaPa                                   | Hayes Alan Jenkins                     | Ronnie Robertson                       | David Jenkins                          |                                        |
| MS 1957   | Colorado Springs                       | David Jenkins                          | Tim Brown                              | Charles Snelling                       |                                        |
| MS 1958   | Paříž                                  | David Jenkins                          | Tim Brown                              | Alain Giletti                          |                                        |
| MS 1959   | Colorado Springs                       | David Jenkins                          | Donald Jackson                         | Tim Brown                              |                                        |
| MS 1960   | Vancouver                              | Alain Giletti                          | Donald Jackson                         | Alain Calmat                           |                                        |
| 1961      | Zrušeno po nehodě letu Sabena 548      | Zrušeno po nehodě letu Sabena 548      | Zrušeno po nehodě letu Sabena 548      | Zrušeno po nehodě letu Sabena 548      |                                        |
| MS 1962   | Praha                                  | Donald Jackson                         | Karol Divín                            | Alain Calmat                           |                                        |
| MS 1963   | Cortina d'Ampezzo                      | Donald McPherson                       | Alain Calmat                           | Manfred Schnelldorfer                  |                                        |
| MS 1964   | Dortmund                               | Manfred Schnelldorfer                  | Alain Calmat                           | Karol Divín                            |                                        |
| MS 1965   | Colorado Springs                       | Alain Calmat                           | Scott Allen                            | Donald Knight                          |                                        |
| MS 1966   | Davos                                  | Emmerich Danzer                        | Wolfgang Schwarz                       | Gary Visconti                          |                                        |
| MS 1967   | Vídeň                                  | Emmerich Danzer                        | Wolfgang Schwarz                       | Gary Visconti                          |                                        |
| MS 1968   | Ženeva                                 | Emmerich Danzer                        | Tim Wood                               | Patrick Péra                           |                                        |
| MS 1969   | Colorado Springs                       | Tim Wood                               | Ondrej Nepela                          | Patrick Péra                           |                                        |
| MS 1970   | Lublaň                                 | Tim Wood                               | Ondrej Nepela                          | Günter Zöller                          |                                        |
| MS 1971   | Lyon                                   | Ondrej Nepela                          | Patrick Péra                           | Sergei Chetverukhin                    |                                        |
| MS 1972   | Calgary                                | Ondrej Nepela                          | Sergei Chetverukhin                    | Vladimir Kovalev                       |                                        |
| MS 1973   | Bratislava                             | Ondrej Nepela                          | Sergei Chetverukhin                    | Jan Hoffmann                           |                                        |
| MS 1974   | Mnichov                                | Jan Hoffmann                           | Sergei Volkov                          | Toller Cranston                        |                                        |
| MS 1975   | Colorado Springs                       | Sergei Volkov                          | Vladimir Kovalev                       | John Curry                             |                                        |
| MS 1976   | Göteborg                               | John Curry                             | Vladimir Kovalev                       | Jan Hoffmann                           |                                        |
| MS 1977   | Tokio                                  | Vladimir Kovalev                       | Jan Hoffmann                           | Minoru Sano                            |                                        |
| MS 1978   | Ottawa                                 | Charles Tickner                        | Jan Hoffmann                           | Robin Cousins                          |                                        |
| MS 1979   | Vídeň                                  | Vladimir Kovalev                       | Robin Cousins                          | Jan Hoffmann                           |                                        |
| MS 1980   | Dortmund                               | Jan Hoffmann                           | Robin Cousins                          | Charles Tickner                        |                                        |
| MS 1981   | Hartford                               | Scott Hamilton                         | David Santee                           | Igor Bobrin                            |                                        |
| MS 1982   | Kodaň                                  | Scott Hamilton                         | Norbert Schramm                        | Brian Pockar                           |                                        |
| MS 1983   | Helsinky                               | Scott Hamilton                         | Norbert Schramm                        | Brian Orser                            |                                        |
| MS 1984   | Ottawa                                 | Scott Hamilton                         | Brian Orser                            | Alexander Fadeev                       |                                        |
| MS 1985   | Tokio                                  | Alexander Fadeev                       | Brian Orser                            | Brian Boitano                          |                                        |
| MS 1986   | Ženeva                                 | Brian Boitano                          | Brian Orser                            | Alexander Fadeev                       |                                        |
| MS 1987   | Cincinnati                             | Brian Orser                            | Brian Boitano                          | Alexander Fadeev                       |                                        |
| MS 1988   | Budapešť                               | Brian Boitano                          | Brian Orser                            | Viktor Petrenko                        |                                        |
| MS 1989   | Paříž                                  | Kurt Browning                          | Christopher Bowman                     | Grzegorz Filipowski                    |                                        |
| MS 1990   | Halifax                                | Kurt Browning                          | Viktor Petrenko                        | Christopher Bowman                     |                                        |
| MS 1991   | Mnichov                                | Kurt Browning                          | Viktor Petrenko                        | Todd Eldredge                          |                                        |
| MS 1992   | Oakland                                | Viktor Petrenko                        | Kurt Browning                          | Elvis Stojko                           |                                        |
| MS 1993   | Praha                                  | Kurt Browning                          | Elvis Stojko                           | Alexej Urmanov                         |                                        |
| MS 1994   | Čiba                                   | Elvis Stojko                           | Philippe Candeloro                     | Viacheslav Zagorodniuk                 |                                        |
| MS 1995   | Birmingham                             | Elvis Stojko                           | Todd Eldredge                          | Philippe Candeloro                     |                                        |
| MS 1996   | Edmonton                               | Todd Eldredge                          | Ilja Kulik                             | Rudy Galindo                           |                                        |
| MS 1997   | Lausanne                               | Elvis Stojko                           | Todd Eldredge                          | Alexej Jagudin                         |                                        |
| MS 1998   | Minneapolis                            | Alexej Jagudin                         | Todd Eldredge                          | Jevgenij Pljuščenko                    |                                        |
| MS 1999   | Helsinky                               | Alexej Jagudin                         | Jevgenij Pljuščenko                    | Michael Weiss                          |                                        |
| MS 2000   | Nice                                   | Alexej Jagudin                         | Elvis Stojko                           | Michael Weiss                          |                                        |
| MS 2001   | Vancouver                              | Jevgenij Pljuščenko                    | Alexej Jagudin                         | Todd Eldredge                          |                                        |
| MS 2002   | Nagano                                 | Alexej Jagudin                         | Timothy Goebel                         | Takeshi Honda                          |                                        |
| MS 2003   | Washington                             | Jevgenij Pljuščenko                    | Timothy Goebel                         | Takeshi Honda                          |                                        |
| MS 2004   | Dortmund                               | Jevgenij Pljuščenko                    | Brian Joubert                          | Stefan Lindemann                       |                                        |
| MS 2005   | Moskva                                 | Stéphane Lambiel                       | Jeffrey Buttle                         | Evan Lysacek                           |                                        |
| MS 2006   | Calgary                                | Stéphane Lambiel                       | Brian Joubert                          | Evan Lysacek                           |                                        |
| MS 2007   | Tokio                                  | Brian Joubert                          | Daisuke Takahaši                       | Stéphane Lambiel                       |                                        |
| MS 2008   | Göteborg                               | Jeffrey Buttle                         | Brian Joubert                          | Johnny Weir                            |                                        |
| MS 2009   | Los Angeles                            | Evan Lysacek                           | Patrick Chan                           | Brian Joubert                          |                                        |
| MS 2010   | Turín                                  | Daisuke Takahaši                       | Patrick Chan                           | Brian Joubert                          |                                        |
| MS 2011   | Moskva                                 | Patrick Chan                           | Takahiko Kozuka                        | Artur Gachinski                        |                                        |
| MS 2012   | Nice                                   | Patrick Chan                           | Daisuke Takahaši                       | Juzuru Hanjú                           |                                        |
| MS 2013   | London                                 | Patrick Chan                           | Denis Ten                              | Javier Fernández                       |                                        |
| MS 2014   | Saitama                                | Juzuru Hanjú                           | Tatsuki Machida                        | Javier Fernández                       |                                        |
| MS 2015   | Šanghaj                                | Javier Fernández                       | Juzuru Hanjú                           | Denis Ten                              |                                        |
| MS 2016   | Boston                                 | Javier Fernández                       | Juzuru Hanjú                           | Ťin Po-jang                            |                                        |
| MS 2017   | Helsinky                               | Juzuru Hanjú                           | Šoma Uno                               | Jin Boyang                             |                                        |
| MS 2018   | Milán                                  | Nathan Chen                            | Šoma Uno                               | Mikhail Kolyada                        |                                        |
| MS 2019   | Saitama                                | Nathan Chen                            | Juzuru Hanjú                           | Vincent Zhou                           |                                        |
| MS 2020   | Montréal                               | Zrušeno v důsledku pandemie covidu-19. | Zrušeno v důsledku pandemie covidu-19. | Zrušeno v důsledku pandemie covidu-19. | Zrušeno v důsledku pandemie covidu-19. |
| MS 2021   | Stockholm                              | Nathan Chen                            | Yuma Kagiyama                          | Juzuru Hanjú                           |                                        |
| MS 2022   | Montpellier                            | Šoma Uno                               | Yuma Kagiyama                          | Camden Pulkinen                        |                                        |
| MS 2023   | Saitama                                | Šoma Uno                               | Cha Jun-hwan                           | Ilia Malinin                           |                                        |
| MS 2024   | Montréal                               | Ilia Malinin                           | Yuma Kagiyama                          | Adam Siao Him Fa                       |                                        |
| MS 2025   | Boston                                 | Ilia Malinin                           | Mikhail Shaidorov                      | Yuma Kagiyama                          |                                        |